# Яхтрок
Яхтрокът (първоначално известен като звук от Западния бряг или рок, ориентиран към възрастните) е широкообхватен музикален стил, обикновено свързван със софт рока, един от най-успешните комерсиални жанрове от средата на 70-те до средата на 80-те години. Използването на източници като плавен соул, плавен джаз, ритъм енд блус и диско, общите стилистични черти включват висококачествена продукция, чисти вокали и фокус върху леки, закачливи мелодии. Името e измислено през 2005 г. от създателите на онлайн видео поредицата Яхт рок и произлиза от връзката му с популярната развлекателна дейност в Южна Калифорния - ветроходството.